# Milan Barényi
Milan Barényi (Bojnice, 14 januari 1974) is een Slowaaks cyclocrosser.
Barényi is op het moment en van de beste cyclocrossers in Slowakije. Hij doet meestal mee aan de wereldbekers. 
Zijn erelijst is nog niet echt groot. In 2006 is hij Slowaaks kampioen cyclocross geworden. Op het WK werd hij in dat jaar 14e. Momenteel rijdt hij voor een Slowaakse ploeg. 
In 2010 won Barényi op de weg de rittenwedstrijd Ronde van Kameroen.